# Voivodato di Rawa
Il voivodato di Rawa (in polacco: Województwo Rawskie) era un'unità di divisione amministrativa e governo locale del Regno di Polonia dal XV secolo fino alla spartizione della Polonia del 1795. Insieme al voivodato di Płock e al voivodato della Masovia, formava la provincia della Masovia.

## Governo municipale
Sede del Governo del Voivodato (Wojewoda): 
- Rawa Mazowiecka

## Voivodi
- Filip Molucki (1627-1642)
- Łukasz Opaliński (1581-1654)